# Friedemann Friese

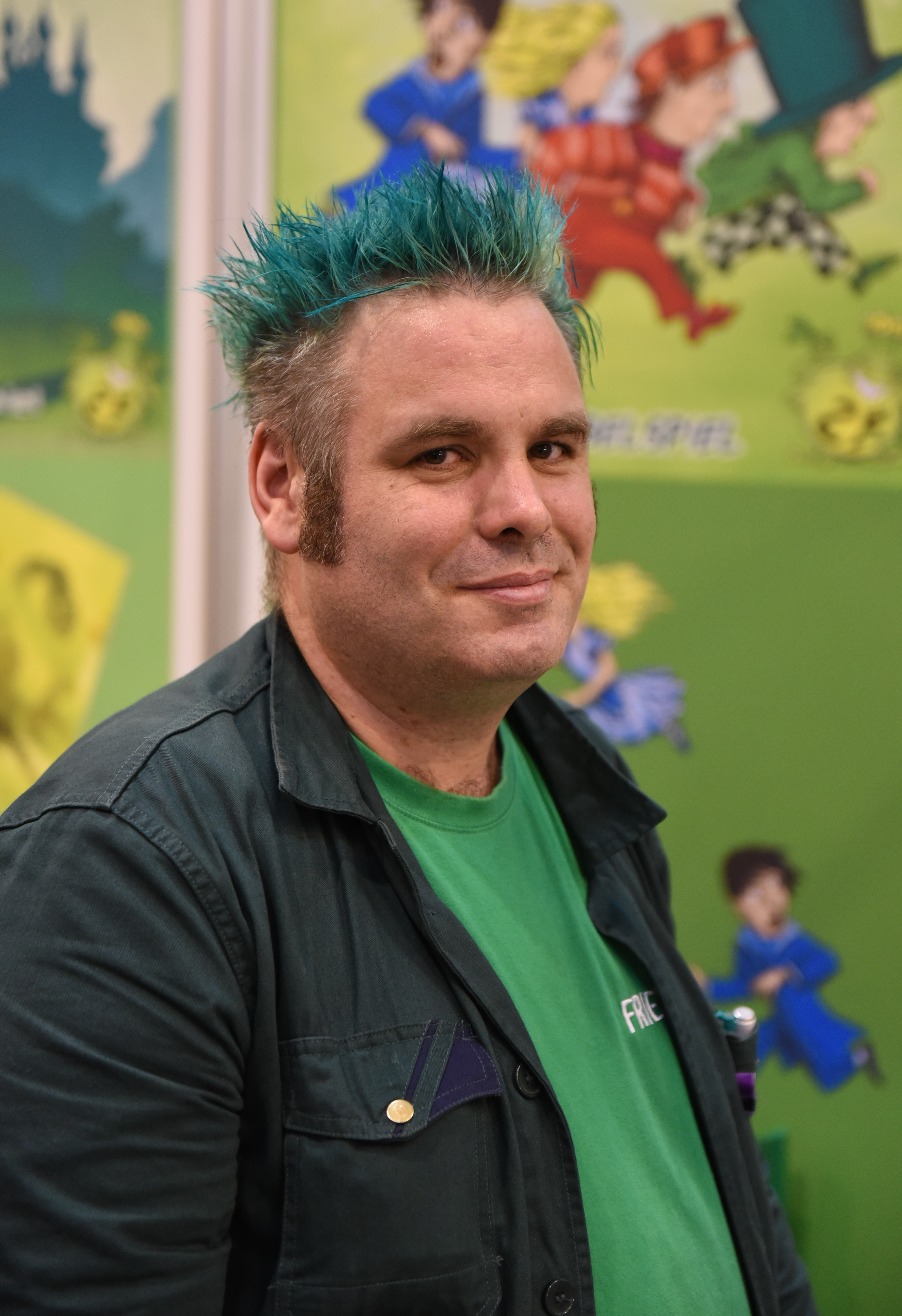
Friedemann Friese (2017)

Friedemann Friese (ur. 6 maja 1970 w Stadthagen) – niemiecki twórca i wydawca gier planszowych.
Studiował matematykę, jednak zamiłowanie do gier oraz wydanie pierwszej gry Wucherer (przez Rio Grade Games wydana jako LandLord) spowodowało, że porzucił studia. W 1992 założył własną firmę wydawniczą 2F-Spiele. Oprócz projektowania gier zajmuje się również programowaniem, organizowaniem i prowadzeniem konwentów oraz konferencji związanych z grami.
Tytuły większości jego gier w języku niemieckim zaczynają się na literę F.
Od 2003 jest wioślarzem w załodze Lokomotiv Pusdorf.

## Gry
- 2006: Monstermaler (razem z Marcel-André Casasola Merklem i Andrą Meyerem – 2F-Spiele, Bewitched Spiele, Casasola)
- 2006: Fürchterliche Feinde (Formidable Foes) (2F-Spiele)
- 2006: Fiji (2F-Spiele)
- 2005: Fiese Freunde Fette Feten (razem z Marcel-André Casasola Merklem, 2F-Spiele)
- 2004: Funkenschlag (2F-Spiele) (angielska Power Grid wydana przez Rio Grande Games, polskie Wysokie napięcie wydane przez Lacerta)
- 2003: Finstere Flure (2F-Spiele)
- Fische Fluppen Frikadellen (2F-Spiele)
- Falsche FuFFziger (2F-Spiele)
- Flickwerk (2F-Spiele)
- Foppen (2F-Spiele)
- Friesematenten (2F-Spiele)
- Frisch Fisch (2F-Spiele) (znana również jako Fresh Fish – Plenary Games)
- Frisch Fleisch (2F-Spiele)
- Fundstücke (2F-Spiele)
- Ludoviel (razem z Hartmutem Kommerellem, Thorstenem Gimmlerem, Andrą Meyer i Martiną Hellmich) (Tagungshaus Drübberholz)
- Paparazzo (razem z Wolfgang Panning) (Abacus)
- Schwarzarbeit (z Andrea Meyer) (Bewitched)
- Wucherer (2F-Spiele) (Abacus/Rio Grande Games)